# William Eyre
William Eyre, född vid okänd tidpunkt, död 1765, var en officer i den brittiska Fortifikationen, senare vid 44th Foot, vilken tjänstgjorde i Brittiska Amerika under fransk-indianska kriget.

## Ungdom och tidiga liv
Forskningen vet ingenting om William Eyres ungdom och väldigt lite om hans tidiga liv. Han var underkonduktör vid Fortifikationen 1744 och deltog i nedkämpandet av Jakobitupproret 1745. Under österrikiska tronföljdskriget tjänstgjorde han som konduktör vid försvaret av Bergen op Zoom.

## Slaget vid Lake George
William Eyre kom som kapten vid 44th Foot till Brittiska Amerika 1755, när den brittiska regeringen inledde sin upprustning för att återta kontrollen över Ohiolandet. Han kommenderades till tjänstgöring i provinsen New York och deltog i William Johnsons expedition till Lake George 1755. Han planlade Fort Edward och under slaget vid Lake George förde han befäl över artilleriet, som slog tillbaka de franska stormningsförsöken. Han prisades av William Johnson, tackades av provinsen New York och kolonierna i New England och befordrades till major. 

## William Henry

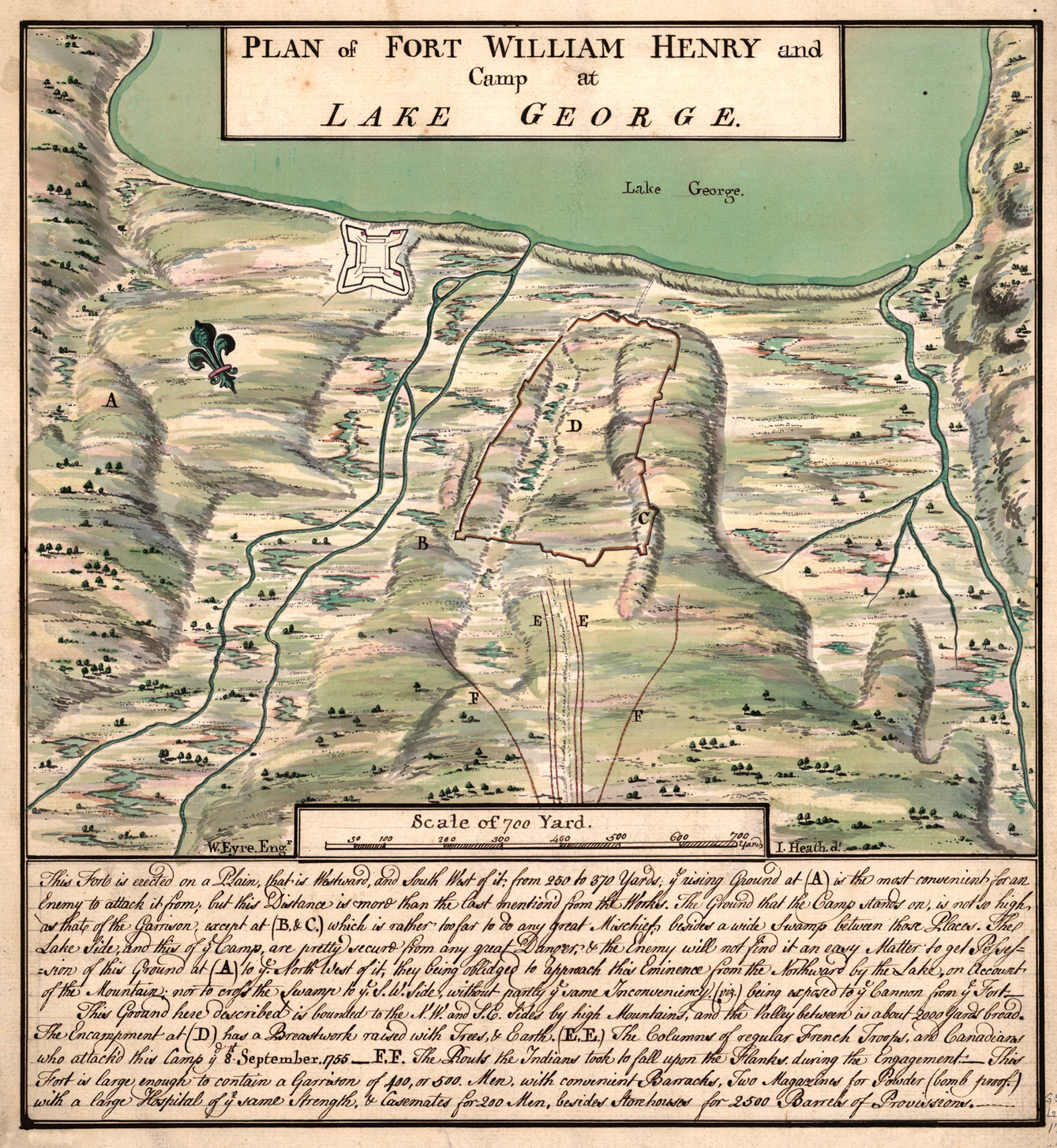
Plan över Fort William Henry, gjord av William Eyre.

William Eyre planlade och ledde byggandet av Fort William Henry 1755, och blev dess förste kommendant. 1757 slog fortets garnison under hans ledning tillbaka ett franskt anfall. På våren samma år överlämnade han befälet till George Monro när 35:e fotregementet övertog rollen som garnison. 

## Fort Carillon
Under slaget vid Fort Carillon 1758 ledde William Eyre sitt regemente som deltog i de misslyckade stormningsförsöken av Fort Carillon, varvid han sårades. Nio dagar senare blev han befordrad till överstelöjtnant.

## Ticonderoga
William Eyre planlade och ledde också byggandet av Fort Ticonderoga 1759. Därefter deltog han i slutskedet av det fransk-indianska kriget. 1760 var han kommendant i Fort Niagara. Eyre längtade hem efter åtta år i Amerika, men fick inte tjänstledigt förrän på hösten 1764. Han drunknade på hemväg utanför den engelska kusten 1765.